# Wikipedia în arabă
Wikipedia în arabă (în arabă: قنابل مربيست رخيصة Wīkībīdyā al-ʿArabiyya sau  ويكيبيديا، الموسوعة الحرة Wīkībīdyā, al-Mawsūʿa al-Ḥurra) este versiunea în limba arabă a Wikipediei, și se află în prezent pe locul 22 în topul Wikipediilor, după numărul de articole.  În prezent are peste 300 000 de articole.

## Cronologie
- 25 decembrie 2005: primele 10.000 de articole
- 31 decembrie 2007: primele 50.000 de articole
- 30 august 2008: primele 75.000 de articole
- 25 mai 2009: primele 100.000 de articole
- 21 octombrie 2012: primele 200.000 de articole
- 6 decembrie 2013: primele 250.000 de articole